# Бжозово (Ґраєвський повіт)
Бжозово (пол. Brzozowo) — село в Польщі, у гміні Граєво Ґраєвського повіту Підляського воєводства.
Населення — 46 осіб (2011).
У 1975-1998 роках село належало до Ломжинського воєводства.

## Демографія
Демографічна структура станом на 31 березня 2011 року:
|          | Загалом | Допрацездатний вік | Працездатний вік | Постпрацездатний вік |
| -------- | ------- | ------------------ | ---------------- | -------------------- |
| Чоловіки | 26      | 11                 | 11               | 4                    |
| Жінки    | 20      | 6                  | 10               | 4                    |
| Разом    | 46      | 17                 | 21               | 8                    |